# Idaea similata
Idaea similata là một loài bướm đêm trong họ Geometridae.